# 폴린 가론

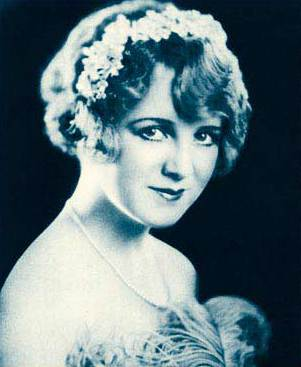

폴린 가론(Pauline Garon, 1900년 9월 9일 ~ 1965년 8월 30일)은 미국의 배우, 연극 배우, 영화배우이다.
몬트리올에서 태어났으며 샌버너디노에서 사망하였다. 사인은 질병이다.

## 영화
- 쉘 위 댄스 (1937년)
- 벡키 샤프 (1935년)
- 원더 바 (1934년)
- 팬텀 브로드캐스트 (1933년)
- 쇼 오브 쇼 (1929년)
- 더 하트 오브 브로드웨이 (1928년)